# The Greatest Showman (colonna sonora)
The Greatest Showman: Original Motion Picture Soundtrack è la colonna sonora del film The Greatest Showman, pubblicata l'8 dicembre 2017 dalla Atlantic Records. Il 26 ottobre 2017 è stato reso disponibile il pre-ordine dell'album con tre singoli promozionali: The Greatest Showman, This Is Me e Rewrite the Stars.
L'album è stato riconosciuto con il Grammy Award come miglior colonna sonora, mentre la canzone This Is Me ha vinto il Golden Globe per la migliore canzone originale e ha conquistato una nomination al Critics' Choice Movie Award alla miglior canzone e all'Oscar alla migliore canzone.
Il progetto discografico risulta essere il più venduto del 2018 globalmente con oltre 7 milioni di copie.

## Pubblicazione
Il primo pre-ordine dell'album è stato reso disponibile il 26 ottobre 2017 con tre singoli promozionali: The Greatest Showman, This Is Me e Rewrite the Stars. La colonna sonora è stata pubblicata per intero l'8 dicembre 2017 dalla Atlantic Records.

## Accoglienza
L'album è stato selezionato per la lista Oprah's Favorite Things 2017. Il 23 febbraio 2018, la traccia This Is Me è stata nominata all'Oscar alla migliore canzone.
Sheila O'Malley di Roger Ebert ha definito le 11 canzoni "memorabili", lodando le prestazioni vocali dei protagonisti. La rivista femminile Bustle ha dato una recensione positiva, riferendosi in particolare ad alcune esibizioni vocali. The Guardian ha scritto che l'album ha portato "un bel po' di autodeterminazione''.

## Riconoscimenti
Golden Globe
- 2018 – Vinto – Migliore canzone originale ‒ This Is Me[17]

Critics' Choice Movie Awards
- 2018 – Nomination – Migliore canzone ‒ This Is Me[18]

Academy Awards
- 2018 – Nomination – Migliore canzone originale ‒ This Is Me[19]

Classic Brit Awards
- 2018 – Vinto – Migliore canzone originale ‒ The Greatest Showman: Original Motion Picture Soundtrack[27]

American Music Award
- 2018 – Nomination – Colonna sonora preferita ‒ The Greatest Showman: Original Motion Picture Soundtrack[28]

Grammy Awards
- 2019 – Nomination – Miglior canzone scritta per un media visivo ‒ This Is Me[29]
- 2019 – Vinto – Migliore colonna sonora per i media visivi ‒ The Greatest Showman: Original Motion Picture Soundtrack[29]

## Tracce
Testi e musiche di Benj Pasek e Justin Paul.
1. Hugh Jackman, Keala Settle, Zac Efron, Zendaya – The Greatest Show – 5:02
2. Ziv Zaifman, Hugh Jackman, Michelle Williams – A Million Dreams – 4:29
3. Austyn Johnson, Cameron Seely, Hugh Jackman – A Million Dreams (Reprise) – 1:00
4. Hugh Jackman, Keala Settle, Daniel Everidge, Zendaya – Come Alive – 3:45
5. Hugh Jackman & Zac Efron – The Other Side – 3:34
6. Loren Allred – Never Enough – 3:27
7. Keala Settle – This Is Me – 3:54
8. Zac Efron & Zendaya – Rewrite the Stars – 3:37
9. Michelle Williams – Tightrope – 3:54
10. Loren Allred – Never Enough (Reprise) – 1:20
11. Hugh Jackman – From Now On – 5:49

## Successo commerciale
Ha debuttato alla settantantunesima posizione all'interno della Billboard 200 e nella sua quarta settimana ha raggiunto la prima vendendo 106 000 copie. L'8 febbraio 2018, Stereogum ha pubblicato un articolo riguardo all'album, dicendo che "statisticamente parlando, The Greatest Showman è di gran lunga l'album più popolare dell'anno finora."
L'album ha riscosso un grande successo a livello mondiale, raggiungendo la prima posizione in molti Paesi come gli Stati Uniti, Australia, Regno Unito e Giappone. Inoltre, è arrivando in prima posizione in 77 Paesi del mondo su ITunes. Nel Regno Unito, l'album è diventato solo il secondo in 30 anni a trascorrere 11 settimane consecutive in prima posizione, dopo 21 di Adele, divenendo successivamente la colonna sonora che ha trascorso più tempo alla prima posizione da 50 anni nella classifica del Paese.
Il 27 febbraio, è stato l'album più venduto su iTunes, divenendo inoltre l'album più venduto del 2018 globalmente oltre 7 milioni di copie, di cui 3,5 in Europa. Risulta inoltre essere l'album più venduto del 2018 negli Stati Uniti, con 2,5 milioni di copie equivalenti.

## Classifiche
| Classifica (2017–18) | Posizione massima |
| -------------------- | ----------------- |
| Australia            | 1                 |
| Austria              | 11                |
| Belgio (Fiandre)     | 4                 |
| Belgio (Vallonia)    | 43                |
| Canada               | 3                 |
| Danimarca            | 8                 |
| Francia              | 11                |
| Germania             | 5                 |
| Norvegia             | 2                 |
| Nuova Zelanda        | 1                 |
| Spagna               | 8                 |
| Stati Uniti          | 1                 |
| Svizzera             | 4                 |

## The Greatest Showman: Reimagined
The Greatest Showman: Reimagined è una ri-registrazione della colonna sonora, con nuove versioni delle canzoni originali interpretate da artisti internazionali, tra cui di Pink, Kesha, Kelly Clarkson, Jess Glynne, e altri. L'album è stato pubblicato il 16 novembre 2018.

### Descrizione
Tutti i brani sono scritti da Benj Pasek e Justin Paul; tranne The Greatest Show scritto dal duo con Ryan Lewis e This Is Me (The Reimagined Remix) scritta assieme a Missy Elliott.

### Singoli e promozione
La versione della cantante statunitense Kesha di This Is Me è stata originariamente pubblicata come singolo il 22 dicembre 2017, per promuovere la colonna sonora originaria, ma in seguito viene inserita nella riedizione del 2018. In vista dell'uscita dell'album, le canzoni A Million Dreams e A Million Dreams (Reprise) eseguite dalla cantautrice statunitense Pink e sua figlia Willow Sage Hart, sono stati pubblicati come singoli promozionali insieme al pre-ordine dell'album il 24 ottobre 2018. Il 16 novembre, giorno dell'uscita della colonna sonora, è stato pubblicato il video per Rewrite the Stars di James Arthur e Anne-Marie.

### Tracce ed interpreti
Testi e musiche di Pasek & Paul.
1. Panic! at the Disco – The Greatest Show – 5:02
2. Pink – A Million Dreams – 4:29
3. Willow Sage Hart – A Million Dreams (Reprise) – 1:00
4. Years & Years, Jess Glynne – Come Alive – 3:45
5. Max Schneider, Ty Dolla Sign – The Other Side – 3:34
6. Kelly Clarkson – Never Enough – 3:27
7. Keala Settle, Kesha, Missy Elliott – This Is Me (The Reimagined Remix) – 3:54 (scritta con Missy Elliott)
8. James Arthur, Anne-Marie – Rewrite the Stars – 3:37
9. Sara Bareilles – Tightrope – 3:54
10. Zac Brown Band – From Now On – 5:49
11. Pentatonix – The Greatest Show – 3:25 (scritta con Ryan Lewis)
12. Craig David – Come Alive – 3:47
13. Kesha – This Is Me – 3:54